# لیلیانا فرناندز
لیلیانا فرناندز (انگلیسی: Liliana Fernández؛ زادهٔ ۴ ژانویهٔ ۱۹۸۷) بازیکن والیبال ساحلی زن اهل اسپانیا است.